# Rugby Club Toulonnais
El Rugby Club Toulonnais es un equipo profesional de rugby de Francia de la ciudad de Tolón (departamento de Var), actualmente presidido por Bernard Lemaître y dirigido por Pierre Mignoni desde 2022, juega en el Top 14 francés.
Toulon utiliza vestimenta roja con vivos negros. Desde 1920 juega de local en el Stade Mayol, que actualmente tiene capacidad para 15 820 personas. A partir de 2009, el Toulon ha jugado algunos partidos en el Stade Vélodrome de Marsella.

## Historia
El club se formó el 3 de junio de 1908 tras la fusión del l'Étoile Sportive Varoise y una fracción del Toulonnaise du Stade varois fundado en 1902. Campeón del Litoral en 1913 , el club va en primer lugar en la primera división de ese año, pero fue derrotado en la primera ronda por el eventual campeón de la AS Perpignan.
Después de varias subidas y bajadas de categorías, en la temporada 2007-2008 ganó el título de Pro D2  y permanece en la élite desde entonces. En 2012, después de 20 años de su último título de campeonato pierde la final frente a Toulouse. El 18 de mayo de 2013, el Toulon se consagró campeón de la Copa de Europa por primera vez en su historia al vencer ASM Clermont Auvergne 16-15 en la final en el Estadio Aviva en Dublín.
El 24 de mayo de 2014, es por segunda vez consecutiva campeón de Europa al vencer a Saracens 23-6 en la final en el Estadio del Milenium de Cardiff, se convierte en campeón de Francia frente a Castres, el campeón del año anterior. Tras este partido, Toulon se convirtió en el primer club en ganar su liga y la Copa de Europa en la era profesional.
Toulon logró el triplete en la nueva Copa de Campeones Europea de Rugby al derrotar a Clermont por 24 a 18.

## Jugadores destacados
| - Marcel Baillette - Bakkies Botha - Jean-Claude Ballatore - Marcel Bodrero - Christian Carrere - Éric Champ - Yann Delaigue - Manu Díaz - Jérôme Gallion | - Matt Giteau - Arnaldo Gruarin - Mamuka Gorgodze - Bryan Habana - Leigh Halfpenny - André Herrero - Daniel Herrero - Aubin Hueber - David Jaubert - Gregori Labadze | - Thierry Louvet - Félix Mayol - Éric Melville - Yvan Roux - Tana Umaga - Jonny Wilkinson - Sonny Bill Williams - Juan Fernández Lobbe - Juan Martín Hernández - Facundo Isa |

## Palmarés

### Torneos internacionales
- Copa de Campeones de Europa (3): 2012-13, 2013-14, 2014–15
- European Rugby Challenge Cup (1): 2022-23
- Subcampeón European Challenge Cup (4): 2009–10, 2011–12, 2019-20, 2021-22

### Torneos nacionales
- Top 14 (4): 1930-31, 1986-87, 1991-92, 2013–14

- Pro D2 (2): 2004-05, 2007-08

- Desafío Yves du Manoir (2): 1934, 1970.

- Subcampeón Top 14 (9): 1947–48, 1967–68, 1970–71, 1984–85, 1988–89, 2011–12, 2012–13, 2015–16, 2016–17